# Karvandarina
Karvandarina Rech.f., 1950 è un genere di piante angiosperme dicotiledoni della famiglia delle Asteraceae.

## Descrizione
Le specie di questo genere sono piante erbacee subarbustive tipo verghe; in genere non sono spinose.
Le foglie lungo il caule sono disposte in modo alterno. Sono piccole e a volte sono mancanti; la lamina è intera o dentata; quelle basali sono pelose, altrimenti sono glabre.
Le infiorescenze si compongono di capolini omogami raggruppati in lassi corimbi. I capolini sono formati da un involucro a forma da cilindrica a ovoidale composto da brattee (o squame) all'interno del quale un ricettacolo fa da base ai fiori tutti tubulosi. Le brattee dell'involucro, disposte su più serie in modo embricato, sono scariose, fortemente venate con margini strettamente ialini e appendici a forma triangolare, colorate di rosso-marrone, scariose ma senza spine. Il ricettacolo normalmente è sericeo.
I fiori sono tutti del tipo tubuloso. I fiori sono tetra-ciclici (ossia sono presenti 4 verticilli: calice – corolla – androceo – gineceo) e pentameri (ogni verticillo ha 5 elementi). I fiori in genere sono ermafroditi e actinomorfi.
- Formula fiorale:

- /x K {\displaystyle \infty }, [C (5), A (5)], G 2 (infero), achenio

- Calice: i sepali del calice sono ridotti ad una coroncina di squame.
- Corolla: la corolla in genere è colorata rosa; il tubo è diritto.
- Androceo: gli stami sono 5 con filamenti liberi, glabri e papillosi, mentre le antere sono saldate in un manicotto (o tubo) circondante lo stilo.[8]
- Gineceo: lo stilo è filiforme; gli stigmi dello stilo sono due divergenti. L'ovario è infero uniloculare formato da 2 carpelli.

Il frutto è un achenio con pappo. Gli acheni, con forme obovoido-oblunghe, sub-compresse e troncati all'apice con un molto stretto anello apicale, sono sericeo-villosi. La superficie si presenta alveolata. Il pericarpo dell'achenio è sclerificato. Il pappo (deciduo o persistente) è inserito in un anello parenchimatico sulla piastra apicale e in genere è doppio e formato, quello esterno, da setole scabre, quello interno da poche ampie basali setole.

## Biologia
- Impollinazione: l'impollinazione avviene tramite insetti (impollinazione entomogama).
- Riproduzione: la fecondazione avviene fondamentalmente tramite l'impollinazione dei fiori (vedi sopra).
- Dispersione: i semi cadendo a terra (dopo essere stati trasportati per alcuni metri dal vento per merito del pappo – disseminazione anemocora) sono successivamente dispersi soprattutto da insetti tipo formiche (disseminazione mirmecoria).

## Distribuzione
Le specie di questo genere si trovano in Iran e Pakistan.

## Tassonomia
La famiglia di appartenenza di questa voce (Asteraceae o Compositae, nomen conservandum) probabilmente originaria del Sud America, è la più numerosa del mondo vegetale, comprende oltre 23.000 specie distribuite su 1.535 generi, oppure 22.750 specie e 1.530 generi secondo altre fonti (una delle checklist più aggiornata elenca fino a 1.679 generi). La famiglia attualmente (2021) è divisa in 16 sottofamiglie.
La tribù Cardueae (della sottofamiglia Carduoideae) a sua volta è suddivisa in 12 sottotribù (la sottotribù Centaureinae è una di queste).

### Filogenesi
La classificazione della sottotribù rimane ancora problematica e piena di incertezze. Il genere di questa voce è inserito nel gruppo tassonomico informale Volutaria Group. Questo gruppo composto da 8 generi, nell'ambito della sottotribù Centaureinae e da un punto di vista filogenetico, si trova in posizione "basale", ossia è stato il primo gruppo a separarsi dagli altri generi. In più recenti studi, tuttavia, alcuni generi (Mantisalca), risultano avere delle posizioni più centrale all'interno del gruppo informale Rhaponticum Group.

### Elenco delle specie
Il genere comprende le seguenti 2 specie:
- Karvandarina aphylla Rech.f., Aellen & Esfand., 1950 - Distribuzione: Iran e Pakistan.
- Karvandarina cartilaginea (Mozaff.) Parishani, Mirtadz. &  Bordbar, 2018 - Distribuzione: Iran.